# Gouvernement Charles Cousin-Montauban
Second Empire
Gouvernement Émile Ollivier Gouvernement de la Défense nationale
Le gouvernement Charles Cousin-Montauban dure du 10 août 1870 au 4 septembre 1870.

## Second Empire
Le Second Empire dure du 2 décembre 1851 au 4 septembre 1870.

### Empire parlementaire
Nominations du 10 août 1870
- Chef du cabinet : Charles Cousin-Montauban
- Présidence du Conseil d'État : Julien-Henri Busson-Billault
- Ministre de la Guerre : Charles Cousin-Montauban
- Ministre de l'Agriculture et du Commerce : Clément Duvernois
- Ministre des Travaux publics : Jérôme David
- Ministre de l'Instruction publique : Jules Brame et des Beaux-Arts le 23 août 1870
- Ministre de la Marine et des Colonies : Charles Rigault de Genouilly
- Ministre des Affaires étrangères : Henri La Tour d'Auvergne
- Ministre de la Justice et des Cultes : Michel Grandperret
- Ministre des Finances : Pierre Magne
- Ministre de l'Intérieur : Henri Chevreau

C'est le dernier gouvernement de l'empereur Napoléon III.